# PT Perkebunan Nusantara XI

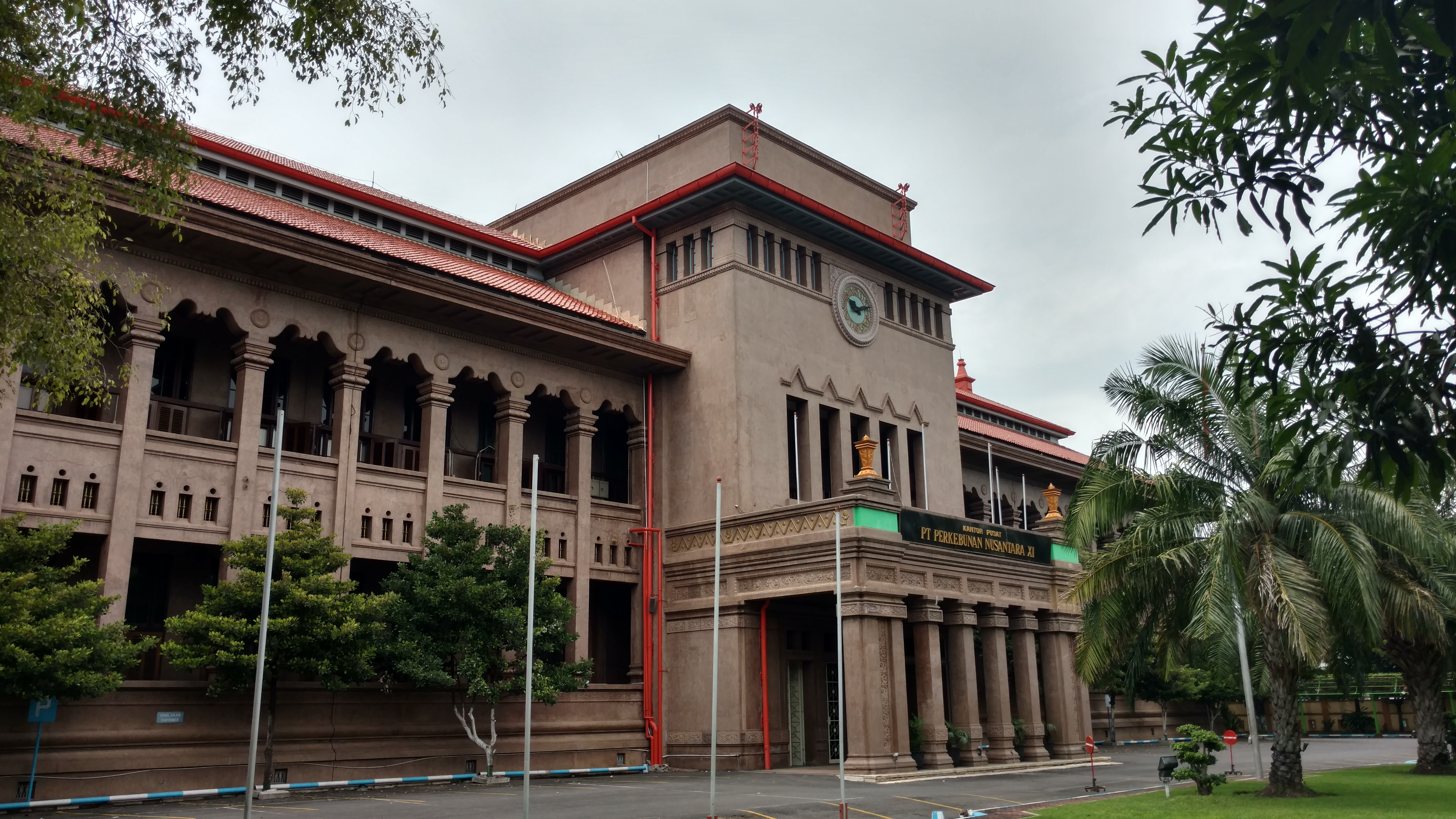
Zentrale der PTPN XI in Surabaya

PT Perkebunan Nusantara XI, abgekürzt PTPN XI, ist ein indonesisches staatliches Agrarunternehmen für die Verarbeitung von Zuckerrohr mit eigenen Fabriken
an mehreren Standorten in Mittel- und Ostjava.

## Geschichte
Das Unternehmen entstand 1996 unter dem Dach der Muttergesellschaft PTPN III durch die Zusammenlegung der PT Perkebunan XX (Persero) und der PT Perkebunan XXIV-XXV (Persero), welche ihrerseits formal 1972 und 1975 gegründet wurden. Diese Unternehmungen betreiben beziehungsweise betrieben Zuckerfabriken (indonesisch Pabrik Gula, abgekürzt PG) an verschiedenen Standorten in Mittel- und Ostjava und arrangieren Verarbeitung und Verkauf. Sowohl PTPN XI als auch PTPN III sind staatseigene Betriebe (Indonesisch: Badan Usaha Milik Negara - abgekürzt BUMN).
An den Geschäftsfeldern hat sich seit der Kolonialherrschaft wenig geändert. Die privat oder unter der Regie der in Niederländisch-Ostindien aktiven Handelsvereeniging Amsterdam, abgekürzt HVA, seit etwa den 1850er Jahren in großer Zahl gegründeten Zuckermühlen gingen 1957 in indonesisches Staatseigentum über.
Die heute von der PTPN XI betriebenen Standorte firmierten nach dem endgültigen Ausscheiden der HVA zunächst als Perusahaan Negara Perkebunan abgekürzt PNP, dies bedeutet eine staatliche Gesellschaft für die Plantagen. In den 1970er Jahren wurden diese als PT Perkebunan, staatliche GmbH für die Plantagen, neu organisiert.
Der Hauptsitz der 1996 gegründeten PTPN XI in Surabaya ist das Gebäude der im Jahre 1925 fertiggestellte frühere Verwaltungssitz der HVA.

## Unternehmen
Der Name PT Perkebunan Nusantara XI des Unternehmens beschreibt die Abteilung XI einer Perseroan Terbatas, abgekürzt PT, eine Gesellschaft mit beschränkter Haftung nach indonesischem Recht. Eigentümer der PTPN XI ist über die PT Perkebunan Nusantara III (Persero) Holding zu 90 % der indonesische Staat. Perkebunan bedeutet Plantage und
Nusantara ist auf Indonesisch ein Synonym für den indonesischen Archipel oder das Staatsgebiet Indonesiens. Die weiteren 10 % sind direkt im Eigentum des Staates.
PT PN XI ist als eines von gut zwei Dutzend im Agrarsektor tätigen staatlichen Unternehmen das einzige, dessen Kerngeschäft fast ausschließlich um Zucker handelt. Die Unternehmung steuerte im Jahre 2018 etwa 13 % zur nationalen Zuckerproduktion bei. Dieser Anteil konnte bis 2020 wieder auf 16–18 % gesteigert werden. Die meisten Rohstoffe stammen aus kleinbäuerlichem Plantagen, welche die lokalen Landwirte durch Partnerschaften mit den Zuckerfabriken anbauen.
Die nationale Nachfrage nach Zucker und Reis steigt mit der schnell wachsenden Bevölkerung stark an. Die heimische Zuckerproduktion erfüllt nur einen Teil des Bedarfs. Aufgrund herkömmlicher Methoden, abnehmender Anzahl von Arbeitskräften und Innovationsstau wurde aus dem Geschäft mit dem „weißen Gold“  ein Verlustgeschäft.
Im Jahre 2018 verkaufte die PT PN XI 133720 Tonnen Zucker und 220304 Tonnen Zuckersirup. Aufgrund dringend erforderlicher Investitionen in die Ausstattung der Mühlen sind im Laufe der späten 2010er Jahre sowohl die absolut erzielten Zuckermengen als auch die erzielten Erlöse kontinuierlich gesunken. Seit dem Jahre 2016 wird neben dem alljährlichen Berichtsheft auch ein jährlicher Nachhaltigkeitsreport bezüglich ökonomischer, sozialer und ökologischer Aspekte veröffentlicht.
Zur PT PN XI gehören die Zuckerfabriken (in Klammer alternative oder ältere Schreibweisen) :
- Bezirk Ngawi – PG Sudhono (Soedhono) früher PTP XX
- Bezirk Magetan – PG Purwodadi Glodok (Poerwodadie) und PG Rejosari (Redjosarie)  früher PTP XX
- Bezirk Madiun – PG Pagottan (früher PTP XX) früher PTP XX
- Bezirk Pasuruan – PG Kedawung (Kedawoeng) früher PTP XXIV-XXV
- Bezirk Probolinggo – PG Wonolangan, PG Gending, PG Padjarakan früher PTP XXIV-XXV
- Bezirk Lumajang – PG Djatiroto früher PTP XXIV-XXV
- Bezirk Jember – PG Semboro früher PTP XXIV-XXV
- Bezirk Situbondo – PG Olean, PG Wringin Anom, PG Panji (Pandjie) und PG Assembagus (Assembagoes) früher PTP XXIV-XXV
- Bezirk Bondowoso – PG Pradjekan  früher PTP XXIV-XXV

sowie die 2016 geschlossene Fabrik PG Kanigoro – früher PTP XX – bei Madiun und die 1999 geschlossene PG De Maas – früher PTP XXIV-XXV – bei Besuki. Neben Aspekten der Effizienz spielen auch die Verfügbarkeit von Anbauflächen eine wichtige Rolle. So wird beispielsweise das verbliebene Zuckerrohr, das früher bei Kanigoro verarbeitet wurde, nun zu anderen Standorten der PT PN XI in der Nähe verbracht.
PG Semboro und PG Kedawung begannen schon vor vielen Jahren, die Werksbahn auch für Touristen zu öffnen und Museumsfahrten (Kereta Wisata) an zu bieten. Dafür wird jeweils eine betriebsfähige Dampflokomotive vorgehalten (Stand 2020).
Im Besitz der PT PN XI sind ferner eine Brennerei, Alkohol- und Spiritusfabrik (PASA Hilirisasi Usaha) im Bezirk Lumajang, eine Plastiktütenfabrik (Pabrik Karung Plastik Rosella Baru) im Bezirk Mojokerto, vier Krankenhäuser für die stationäre Behandlung und acht Gesundheitszentren für die ambulante Versorgung. Die Gesellschaft besitzt eigene Zuckerrohrfelder in den Bezirken Bojonegoro (Padangan, PG Purwodadi Glodok) und Banyuwangi (Benculuk, PG Asembagus). Mit der UUS Kanigoro verfügt die PTPN XI ferner über eine Strategische Niederlassung (Strategic Business Unit, indonesische Übersetzung abgekürzt UUS) zur Verwaltung mehrerer nicht mit Zuckerrohr tätiger Unternehmen.
Am 30. Juni 2020 übergab PTPN XI offiziell die Mehrheit der Aktien der Tochtergesellschaft PT. Nusantara Sebelas Medika, die das Lavalette-Krankenhaus in Malang, das Djatiroto-Krankenhaus im Bezirk Lumajang, das Elizabeth Hospital im Bezirk Situbondo und das Wonolangan Krankenhaus im Bezirk Probolinggo betrieb, an PT. Pertamina Bina Medika ab. Dies ist Teil der Bemühungen der Regierung, das Eigentum an allen Krankenhäusern von BUMN zu vereinheitlichen.